# Vladimír Petrovič Potěmkin
Vladimír Petrovič Potěmkin (rusky Владимир Петрович Потёмкин, Vladimir Petrovič Poťomkin; 7. října-juliánský kalendář 1874, Tver - 23. února 1946, Moskva) byl sovětský pedagog, politruk, státník a diplomat.

## Revolucionář
Během studií na univerzitě byl aktivistou studentského hnutí. Za šíření ilegální literatury byl zatčen a uvězněn. Po absolvování univerzity v roce 1898 se stal učitelem na Kateřinském institutu pro urozené panny. Stal se redaktorem Kurýra, kolem kterého se seskupili marxisté. Zapojil se do revoluce v roce 1905, a proto musel odejít z Jekatěrinoslavi, kde na ženském gymnáziu Stepanova vyučoval. V roce 1919 vstoupil do Ruské komunistické strany (bolševiků).

## Politruk
V roce 1919 byl poslán na frontu, kde působil jako člen Revoluční vojenské rady 6. armády, vedoucí politického oddělení západní a poté jižní fronty. Zde se setkal s Josifem Vissarionovičem Stalinem. Na jeho osobní příkaz vyjížděl na problematická místa fronty, aby s pravomocemi Revolučního tribunálu zjednal pořádek. Byl velitelem zvláštního oddílu, který se v průběhu sovětsko-polské války v roce1920 účastnil bojů o Kyjev.

## Diplomat
Po setkání s Felixem Edmundovičem Dzeržinským v roce 1922 přešel do diplomatických služeb.
V roce 1932 byl jmenován do funkce zplnomocněného zástupce SSSR v Itálii, kde navázal přátelské vztahy s Benitem Mussolinim.  Na pracovním stole měl fotografii Mussoliniho s přátelským nápisem. O tomto přátelství vědělo ministerstvo zahraničí i kolegové z diplomacie, jako Fjodor Fjodorovič Raskolnikov. Jeho žena Musa Vasiljevna Raskolnikovová - Kanivez po letech vzpomínala, že byl Potěmkin za přátelství kritizován. V roce 1933 podepsal sovětsko-italskou smlouvu o přátelství, neútočení a neutralitě.
V roce 1934 byl jmenován do funkce zmocněnce SSSR ve Francii. V této funkci se v roce 1935 účastnil jednání a podpisu francouzsko-sovětské smlouvy o vzájemné pomoci.
V roce 1937 byl jmenován do funkce prvního zástupce lidového komisaře pro zahraniční věci SSSR, kterým byl Maxim Maximovič Litvinov.
Potěmkin sdělil krátce před podepsáním Mnichovské dohody československému vyslanci v Moskvě Zdeněku Fierlingerovi, že jakmile se najdou velmoci, které by byly rozhodnuty vystoupit skutečně proti agresoru, SSSR podpoří Československo na jednání v Ženevě. Zdeněk Fierlinger, agent sovětské tajné služby NKVD podal dne 29. října1938 ministerstvu zahraničních věcí zprávu o dobré vůli Sovětského svazu a o připravenosti letectva SSSR pomoci Československu.
Novým lidovým komisařem pro zahraniční věci SSSR se stal Vjačeslav Michajlovič Molotov. Prvním zástupcem lidového komisaře zůstal Potěmkin a v této funkci vítal 23. srpna 1939 v 13:00 hodin na moskevském letišti německého ministra zahraničí Joachima von Ribbentropa, který přiletěl podepsat smlouvu později známou jako Pakt Ribbentrop–Molotov. 
Potěmkin přečetl dne 17. září 1939 v 0:00 polskému velvyslanci v Moskvě Waclawu Grzybowskému nótu, která obsahovala i tato slova: Polská vláda se zhroutila a nejeví známky života. To znamená, že polský stát a jeho vláda vlastně přestaly existovat. Grzybowski odmítl nótu převzít a mimo jiné odpověděl: .... Napoleon vstoupil do Moskvy, ale dokud existovala Kutuzovova armáda, mělo se za to, že existuje i Rusko.

## Katyňský masakr
Dne 12. ledna 1944 se stal lidový komisař školství, akademik Vladimir Potěmkin, členem „Zvláštní komise pro zřízení a vyšetřování okolností popravy polských válečných důstojníků nacistickými nájezdníky v Katyňském lese ( poblíž Smolenska)" tzv. komise Nikolaje Burdenka. Členové komise dne 24. ledna 1944 podepsali závěrečné komuniké, zveřejněné 26. ledna 1944, poukazující na vinu Němců.
13. června 1994 ruský vojenský prokurátor Anatolij Jablokov uvedl, že jak Stalin, tak jeho blízcí spolupracovníci, členové předsednictva Ústředního výboru Komunistické strany Sovětského svazu jsou vinni spácháním genocidy polských občanů. 
Členové Burdenkovy komise byli označení jako tvůrci falešných obvinění. 

## Smrt
Urna s popelem je uložena v kremelské zdi na Rudém náměstí v Moskvě.